# 比略德雷
比略德雷，是西班牙卡斯蒂利亚-莱昂帕伦西亚省的一个市镇。 总面积9平方公里，总人口39人（2001年），人口密度4人/平方公里。